# Ciudad Jiménez
Jiménez, aussi connue sous l'appellation Ciudad Jiménez (officiellement Ciudad José Mariano Jiménez), est une ville située dans l'État du Chihuahua, dans le nord du Mexique. En 2020, la ville comptait 40 859 habitants.

## Situation
La ville est située dans l'État du Chihuahua, dans le Bolsón de Mapimí, près de la frontière avec l'État de Durango, dans le nord du Mexique.

## Toponymie
Le nom actuel de la ville (depuis 1826) rend hommage au héros de la guerre d'Indépendance mexicaine José Mariano Jiménez, fusillé en 1811.

## Histoire
L'origine de la localité remonte à 1643, lorsque le capitaine Diego de zuxa construit, sur les rives du Rio Florido, l'hacienda de Guajoquilla, mais ce n'est que le 4 janvier 1753 qu'elle a été officiellement fondée, sous le nom de Real Presidio de Santa Maria de las Caldas del Valle de Huejoquilla.
Le 28 octobre 1826, le Congrès de Chihuahua modifie le nom de la localité par celui de Jiménez en l'honneur de José Mariano Jiménez, héros de la patrie. Elle a reçu le statut de ville en 1898.

## Démographie
Lors du recensement de 2020, la ville compte 40 859 habitants et la densité de population est de 3,793/km².